# Chlamydomonas oogamum
Chlamydomonas oogamum là một loài tảo trong họ Chlamydomonadaceae, thuộc chi Chlamydomonas.